# تل دادين
تل دادين  قرية سوريّة تتبع إداريّاً لمحافظة حلب منطقة جبل سمعان ناحية الحاضر، بلغ تعداد سكانها 933 نسمة حسب التعداد السكاني لعام 2004. يشتهر سكانها بالزراعة والرعي وقيادة المركبات الثقيلة، إنما الجيل الحديث فقد تطور نحو العلم كالقيادة في مناصب الجيش والطب. من أهم المعالم التاريخية في القرية هو (تل القرية) الذي يمتلك أعمدة مياه فوقه ما يسمى محليا (الحاووز) وفخار وأشياء أثرية بداخله.